# Grand Prix Španělska 1975
Grand Prix Španělska 1975 (oficiálně XXI Gran Premio de España) se jela na okruhu Montjuïc circuit v Barceloně ve Španělsku dne 27. dubna 1975. Závod byl čtvrtým v pořadí v sezóně 1975 šampionátu Formule 1.

## Závod
| Poř.   | No. | Jezdec             | Konstruktér     | Počet kol | Čas/Odstoupení      | Pořadí na startu | Body |
| ------ | --- | ------------------ | --------------- | --------- | ------------------- | ---------------- | ---- |
| 1      | 2   | Jochen Mass        | McLaren-Ford    | 29        | 42:53.7             | 11               | 4,5  |
| 2      | 6   | Jacky Ickx         | Lotus-Ford      | 29        | + 1.1               | 16               | 3    |
| 3      | 7   | Carlos Reutemann   | Brabham-Ford    | 28        | + 1 kolo            | 15               | 2    |
| 4      | 17  | Jean-Pierre Jarier | Shadow-Ford     | 28        | + 1 kolo            | 10               | 1,5  |
| 5      | 9   | Vittorio Brambilla | March-Ford      | 28        | + 1 kolo            | 5                | 1    |
| 6      | 10  | Lella Lombardi     | March-Ford      | 27        | + 2 kola            | 24               | 0,5  |
| 7      | 21  | Tony Brise         | Williams-Ford   | 27        | + 2 kola            | 18               |      |
| 8      | 18  | John Watson        | Surtees-Ford    | 26        | + 3 kola            | 6                |      |
| NC     | 11  | Clay Regazzoni     | Ferrari         | 25        | Neklasifikován      | 2                |      |
| Ret    | 22  | Rolf Stommelen     | Hill-Ford       | 25        | Kolize              | 9                |      |
| Ret    | 8   | Carlos Pace        | Brabham-Ford    | 25        | Kolize              | 14               |      |
| Ret    | 16  | Tom Pryce          | Shadow-Ford     | 23        | Nehoda              | 8                |      |
| Ret    | 5   | Ronnie Peterson    | Lotus-Ford      | 23        | Zavěšení            | 12               |      |
| Ret    | 31  | Roelof Wunderink   | Ensign-Ford     | 20        | Převodovka          | 19               |      |
| NC     | 23  | François Migault   | Hill-Ford       | 18        | Neklasifikován      | 22               |      |
| Ret    | 27  | Mario Andretti     | Parnelli-Ford   | 16        | Zavěšení            | 4                |      |
| Ret    | 14  | Bob Evans          | BRM             | 7         | Palivový systém     | 23               |      |
| Ret    | 24  | James Hunt         | Hesketh-Ford    | 6         | Nehoda              | 3                |      |
| Ret    | 3   | Jody Scheckter     | Tyrrell-Ford    | 3         | Motor               | 13               |      |
| Ret    | 28  | Mark Donohue       | Penske-Ford     | 3         | Kolize              | 17               |      |
| Ret    | 25  | Alan Jones         | Hesketh-Ford    | 3         | Kolize              | 20               |      |
| Ret    | 4   | Patrick Depailler  | Tyrrell-Ford    | 1         | Poškození po kolizi | 7                |      |
| Ret    | 30  | Wilson Fittipaldi  | Fittipaldi-Ford | 1         | Odvolán             | 21               |      |
| Ret    | 20  | Arturo Merzario    | Williams-Ford   | 1         | Odvolán             | 25               |      |
| Ret    | 12  | Niki Lauda         | Ferrari         | 0         | Kolize              | 1                |      |
| DNS    | 1   | Emerson Fittipaldi | McLaren-Ford    | 0         | Nestartoval         | 26               |      |
| Zdroj: |     |                    |                 |           |                     |                  |      |

## Průběžné pořadí po závodě
Pohár jezdců
| Pořadí | Jezdec             | Body |
| ------ | ------------------ | ---- |
| 1      | Emerson Fittipaldi | 15   |
| 2      | Carlos Pace        | 12   |
| 3      | Carlos Reutemann   | 12   |
| 4      | Jochen Mass        | 9,5  |
| 5      | Jody Scheckter     | 9    |
| Zdroj: |                    |      |

Pohár konstruktérů
| Pořadí | Konstruktér  | Body |
| ------ | ------------ | ---- |
| 1      | Brabham-Ford | 21   |
| 2      | McLaren-Ford | 20,5 |
| 3      | Tyrrell-Ford | 11   |
| 4      | Ferrari      | 8    |
| 5      | Hesketh-Ford | 7    |
| Zdroj: |              |      |